# Pterichis
Pterichis – rodzaj roślin z rodziny storczykowatych (Orchidaceae). Obejmuje 40 gatunków występujących w Ameryce Południowej i Środkowej w takich krajach jak: Argentyna, Boliwia, Kolumbia, Kostaryka, Ekwador, Jamajka, Panama, Peru, Wenezuela.

## Systematyka
Rodzaj sklasyfikowany do podplemienia Cranichidinae w plemieniu Cranichideae, podrodzina storczykowe (Orchidoideae), rodzina storczykowate (Orchidaceae), rząd szparagowce (Asparagales) w obrębie roślin jednoliściennych.
Wykaz gatunków
- Pterichis acuminata Schltr.
- Pterichis andrei Kolan. & Szlach.
- Pterichis ansaloniana Kolan., Szlach. & S.Nowak
- Pterichis aragogiana Kolan. & Szlach.
- Pterichis bangii Rolfe
- Pterichis boliviana Schltr.
- Pterichis cajamarcae Kolan.
- Pterichis colombiana G.Morales
- Pterichis diuris Rchb.f.
- Pterichis dodsoniana Kolan., Szlach. & S.Nowak
- Pterichis elliptica Kolan. & Szlach.
- Pterichis fernandezii G.Morales
- Pterichis galeata Lindl.
- Pterichis habenarioides (F.Lehm. & Kraenzl.) Schltr.
- Pterichis herrerae Kolan.
- Pterichis hirtziana Kolan., Szlach. & S.Nowak
- Pterichis isabeliana Szlach. & Kolan.
- Pterichis latifolia Garay & Dunst.
- Pterichis lehmanniana Kolan. & Szlach.
- Pterichis leucoptera Schltr.
- Pterichis macbridei Kolan.
- Pterichis macroptera Schltr.
- Pterichis madsenii Kolan., Szlach. & S.Nowak
- Pterichis mandonii (Rchb.f.) Rolfe
- Pterichis meirax Rchb.f. ex Szlach. & Kolan.
- Pterichis moralesii Kolan. & Szlach.
- Pterichis multiflora (Lindl.) Schltr.
- Pterichis parvifolia (Lindl.) Schltr.
- Pterichis pauciflora Schltr.
- Pterichis proctorii Garay
- Pterichis sagittata Kolan. & Szlach.
- Pterichis saundersii Kolan.
- Pterichis saxicola Schltr.
- Pterichis silvestris Schltr.
- Pterichis tomentosula Schltr.
- Pterichis triangularilabia Kolan. & Szlach.
- Pterichis triloba (Lindl.) Schltr.
- Pterichis tunguraguona Rchb.f. ex Szlach. & Kolan.
- Pterichis weberbaueriana Kraenzl.
- Pterichis yungasensis Schltr.